# Millinxbuurt
De Millinxbuurt bestaat uit een tiental straten in de wijk Charlois in Rotterdam.
De buurt bestond voornamelijk uit sociale woningbouw in de vorm van portiekwoningen. Er zijn enkele winkels en verschillende scholen.
De buurt ligt tussen de Mijnsherenlaan en de Dordtselaan tussen de metrostations Maashaven en Zuidplein. Tot de zeventiger jaren was de Millinxbuurt een nette arbeidersbuurt, maar door verschillende oorzaken, waaronder de aanleg van de bovengrondse metro op de Mijnsherenlaan en het verdwijnen van de autochtone middenklasse verloederde de buurt sterk. De buurt is anno 2013 geheel gerenoveerd, er is een park aangelegd en een nieuwe kinderspeelplaats. Inmiddels wonen er weer veel gezinnen met kinderen.
De buurt had eind twintigste eeuw geen goede naam en was voor de deelgemeente een plek waar werd geëxperimenteerd met huisvestingsvergunningen en controle door de dienst stadstoezicht voordat men er mocht komen wonen. De wijk was in verband met de toenmalige hoge criminaliteit aangewezen als veiligheidsrisicogebied, waardoor preventief fouilleren was toegestaan.
Rotterdam Centrum ·
Rotterdam-Noord ·
Rotterdam-Oost ·
Rotterdam-West ·
Rotterdam-Zuid ·
110-Morgen ·
Afrikaanderwijk ·
Agniesebuurt ·
Bergpolder ·
Beverwaard ·
Blijdorp ·
Blijdorpse polder ·
Bloemhof ·
Boomgaardshoek ·
Bospolder-Tussendijken ·
CS-kwartier ·
Carnisserbuurt ·
Cool ·
Crooswijk ·
De Esch ·
De Veranda ·
Delfshaven ·
Delfshaven-Schiemond ·
Dijkzigt ·
Feijenoord ·
Gadering ·
Groenenhagen-Tuinenhoven ·
Groot-IJsselmonde ·
Heijplaat ·
Het Lage Land ·
Hillegersberg ·
Hillesluis ·
Homerusbuurt ·
Hordijkerveld ·
Kandelaar ·
Karl Marxbuurt ·
Katendrecht ·
Kiefhoek ·
Kleinpolder ·
Kleiwegkwartier ·
Kop van Zuid ·
Kralingen ·
Kralingse Veer ·
Kreekhuizen ·
Landzicht ·
Liskwartier ·
Lloydkwartier ·
Lombardijen ·
Meeuwenplaat ·
Middelland ·
Middengebied ·
Millinxbuurt ·
Molenlaankwartier ·
Molièrebuurt ·
Nesselande ·
Nieuw Engeland ·
Nieuw-Mathenesse ·
Nieuwe Westen ·
Nooddorp ·
Noordereiland ·
Ommoord ·
Oosterflank ·
Oud-Charlois ·
Oud-IJsselmonde ·
Oud-Mathenesse ·
Oude Noorden ·
Oude Westen ·
Oudeland ·
Overschie ·
Pendrecht ·
Prinsenland ·
Provenierswijk ·
Reyeroord ·
Rubroek ·
Sagenbuurt ·
Scheepvaartkwartier ·
Schiebroek ·
Schiemond ·
's-Gravenland ·
Smeetsland ·
Spaanse Polder ·
Spangen ·
Sportdorp ·
Stadsdriehoek ·
Struisenburg ·
Tarwewijk ·
Terbregge ·
Tussenwater ·
Varenbuurt ·
Vondelingenplaat ·
Vreewijk ·
Waalhaven ·
Westpunt ·
Wielewaal ·
Witte Dorp ·
Zalmplaat ·
Zenobuurt ·
Zestienhoven ·
Zevenkamp ·
Zomerland ·
Zuidwijk